# نصالح
نصالح (أغدى ن صالح)هي قرية موجودة في بلدية قنزات، الكائنة بدائرة قنزات، بولاية سطيف الجزائرية.